# Molí de Can Galtés
El Molí de Can Galtés és una obra de Castellet i la Gornal (Alt Penedès) inclosa a l'Inventari del Patrimoni Arquitectònic de Catalunya. La finca està emplaçada al límit sud-est del municipi de Castellet i la Gornal, a tocar de Vilanova i la Geltrú, amb el que enllaça per la carretera BV-2115 que discorre en paral·lel pel curs del riu Foix.

## Descripció
D'aquest molí situat a frec de la masia de Can Galtés només hi queda la part baixa d'uns 6x4m. coberta amb volta de canó, lloc on encara s'hi veuen les dues pedres de la mola, per la part de fora encara hi ha la paret de la bassa amb contraforts.

## Història
La part baix d'aquest molí sembla del segle xiii - XIV.